# Seznam medailistů na letních olympijských hrách v běhu na 100 m
Historický přehled medailistů v běhu na 100 m na Letních olympijských hrách.

## Medailisté

### Muži
| Rok  | Místo          | Zlato            | Výkon vítěze | Stříbro            | Bronz                    |
| ---- | -------------- | ---------------- | ------------ | ------------------ | ------------------------ |
| 1896 | Atény          | Tom Burke        | 12,0         | Fritz Hofmann      | Alojz Sokol Francis Lane |
| 1900 | Paříž          | Frank Jarvis     | 11,0         | John Tewksbury     | Stanley Rowley           |
| 1904 | St. Louis      | Archie Hahn      | 11,0         | Nate Cartmell      | William Hogenson         |
| 1908 | Londýn         | Reggie Walker    | 10,8         | James Rector       | Bobby Kerr               |
| 1912 | Stockholm      | Ralph Craig      | 10,8         | Alvah Meyer        | Donald Lippincott        |
| 1920 | Antverpy       | Charlie Paddock  | 10,8         | Morris Kirksey     | Harry Edward             |
| 1924 | Paříž          | Harold Abrahams  | 10,6         | Jackson Scholz     | Arthur Porritt           |
| 1928 | Amsterodam     | Percy Williams   | 10,8         | Jack London        | Georg Lammers            |
| 1932 | Los Angeles    | Eddie Tolan      | 10,3         | Ralph Metcalfe     | Arthur Jonath            |
| 1936 | Berlín         | Jesse Owens      | 10,3         | Ralph Metcalfe     | Martinus Osendarp        |
| 1948 | Londýn         | Harrison Dillard | 10,3         | Barney Ewell       | Lloyd LaBeach            |
| 1952 | Helsinky       | Lindy Remigino   | 10,4         | Herb McKenley      | McDonald Bailey          |
| 1956 | Melbourne      | Bobby Morrow     | 10,5         | Thane Baker        | Hector Hogan             |
| 1960 | Řím            | Armin Hary       | 10,32        | David Sime         | Peter Radford            |
| 1964 | Tokio          | Bob Hayes        | 10,06        | Enrique Figuerola  | Harry Jerome             |
| 1968 | Mexico City    | Jim Hines        | 9,95         | Lennox Miller      | Charles Greene           |
| 1972 | Mnichov        | Valerij Borzov   | 10,14        | Robert Taylor      | Lennox Miller            |
| 1976 | Montréal       | Hasely Crawford  | 10,06        | Donald Quarrie     | Valerij Borzov           |
| 1980 | Moskva         | Allan Wells      | 10,25        | Silvio Leonard     | Petar Petrov             |
| 1984 | Los Angeles    | Carl Lewis       | 9,99         | Sam Graddy         | Ben Johnson              |
| 1988 | Seoul          | Carl Lewis       | 9,92         | Linford Christie   | Calvin Smith             |
| 1992 | Barcelona      | Linford Christie | 9,96         | Frankie Fredericks | Dennis Mitchell          |
| 1996 | Atlanta        | Donovan Bailey   | 9,84         | Frankie Fredericks | Ato Boldon               |
| 2000 | Sydney         | Maurice Greene   | 9,87         | Ato Boldon         | Obadele Thompson         |
| 2004 | Atény          | Justin Gatlin    | 9,85         | Francis Obikwelu   | Maurice Greene           |
| 2008 | Peking         | Usain Bolt       | 9,69         | Richard Thompson   | Walter Dix               |
| 2012 | Londýn         | Usain Bolt       | 9,63 - OR    | Yohan Blake        | Justin Gatlin            |
| 2016 | Rio de Janeiro | Usain Bolt       | 9,81         | Justin Gatlin      | Andre De Grasse          |
| 2020 | Tokio          | Marcell Jacobs   | 9,80         | Fred Kerley        | Andre De Grasse          |
| 2024 | Paříž          | Noah Lyles       | 9,79         | Kishane Thompson   | Fred Kerley              |

## Medailové pořadí zemí
| Pořadí             | Země                         | Zlato | Stříbro | Bronz | Celkem |
| ------------------ | ---------------------------- | ----- | ------- | ----- | ------ |
| 1.                 | Spojené státy americké (USA) | 17    | 16      | 9     | 42     |
| 2.                 | Jamajka (JAM)                | 3     | 4       | 1     | 8      |
| 3.                 | Velká Británie (GBR)         | 3     | 2       | 3     | 8      |
| 4.                 | Kanada (CAN)                 | 2     | 0       | 5     | 7      |
| 5.                 | Trinidad a Tobago (TRI)      | 1     | 2       | 1     | 4      |
| 6.                 | Německo (GER)                | 1     | 1       | 2     | 4      |
| 7.                 | Sovětský svaz (URS)          | 1     | 0       | 1     | 2      |
| 8.                 | Jihoafrická republika (RSA)  | 1     | 0       | 0     | 1      |
| 9.                 | Itálie (ITA)                 | 1     | 0       | 0     | 1      |
| 10.                | Kuba (CUB)                   | 0     | 2       | 0     | 2      |
| 11.                | Namibie (NAM)                | 0     | 2       | 0     | 2      |
| 12.                | Portugalsko (POR)            | 0     | 1       | 0     | 1      |
| 13.                | Austrálie (AUS)              | 0     | 0       | 3     | 3      |
| 14.                | Barbados (BAR)               | 0     | 0       | 1     | 1      |
| 15.                | Bulharsko (BUL)              | 0     | 0       | 1     | 1      |
| 16.                | Maďarsko (HUN)               | 0     | 0       | 1     | 1      |
| 17.                | Nizozemsko (NED)             | 0     | 0       | 1     | 1      |
| 18.                | Nový Zéland (NZL)            | 0     | 0       | 1     | 1      |
| 19.                | Panama (PAN)                 | 0     | 0       | 1     | 1      |
| Celkem po LOH 2020 | Celkem po LOH 2020           | 29    | 29      | 30    | 88     |

### Ženy
od roku 1928
| Rok  | Místo          | Zlato                       | Výkon vítěze | Stříbro                               | Bronz                    |
| ---- | -------------- | --------------------------- | ------------ | ------------------------------------- | ------------------------ |
| 1928 | Amsterodam     | Elizabeth Robinsonová       | 12,2         | Fanny Rosenfeldová                    | Ethel Smithová           |
| 1932 | Los Angeles    | Stanisława Walasiewiczová   | 11,9         | Hilda Strikeová                       | Wilhelmina von Bremenová |
| 1936 | Berlín         | Helen Stephensová           | 11,5         | Stanisława Walasiewiczová             | Käthe Kraussová          |
| 1948 | Londýn         | Fanny Blankers-Koenová      | 11,9         | Dorothy Manleyová                     | Shirley Stricklandová    |
| 1952 | Helsinky       | Marjorie Jacksonová         | 11,5         | Daphne Hasenjägerová                  | Shirley Stricklandová    |
| 1956 | Melbourne      | Betty Cuthbertová           | 11,5         | Christa Stubnicková                   | Marlene Mathewsová       |
| 1960 | Řím            | Wilma Rudolphová            | 11,0         | Dorothy Hymanová                      | Giuseppina Leoneová      |
| 1964 | Tokio          | Wyomia Tyusová              | 11,49        | Edith McGuire                         | Ewa Kłobukowska          |
| 1968 | Mexico City    | Wyomia Tyusová              | 11,49        | Barbara Ferrellová                    | Irena Szewińská          |
| 1972 | Mnichov        | Renate Stecherová           | 11,07        | Raelene Boyleová                      | Silvia Chivásová         |
| 1976 | Montréal       | Annegret Richterová         | 11,08        | Renate Stecherová                     | Inge Heltenová           |
| 1980 | Moskva         | Ljudmila Kondraťjevová      | 11,06        | Marlies Göhrová                       | Ingrid Auerswaldová      |
| 1984 | Los Angeles    | Evelyn Ashfordová           | 10,97        | Alice Brownová                        | Merlene Otteyová         |
| 1988 | Seoul          | Florence Griffith-Joynerová | 10,62        | Evelyn Ashfordová                     | Heike Drechslerová       |
| 1992 | Barcelona      | Gail Deversová              | 10,82        | Juliet Cuthbertová                    | Irina Privalovová        |
| 1996 | Atlanta        | Gail Deversová              | 10,94        | Merlene Otteyová                      | Gwen Torrenceová         |
| 2000 | Sydney         | neudělena                   | –            | Ekaterini Thanouová Tayna Lawrenceová | Merlene Otteyová         |
| 2004 | Atény          | Julija Něstěrenková         | 10,93        | Lauryn Williamsová                    | Veronica Campbellová     |
| 2008 | Peking         | Shelly-Ann Fraserová        | 10,78        | Sherone Simpsonová Kerron Stewartová  | neudělena                |
| 2012 | Londýn         | Shelly-Ann Fraserová        | 10,75        | Carmelita Jeterová                    | Veronica Campbellová     |
| 2016 | Rio de Janeiro | Elaine Thompsonová          | 10,71        | Tori Bowieová                         | Shelly-Ann Fraserová     |
| 2020 | Tokio          | Elaine Thompsonová          | 10,61 - OR   | Shelly-Ann Fraserová                  | Shericka Jacksonová      |
| 2024 | Paříž          | Julien Alfredová            | 10,72        | Sha'Carri Richardsonová               | Melissa Jeffersonová     |

## Medailové pořadí zemí
| Pořadí             | Země                                 | Zlato | Stříbro | Bronz | Celkem |
| ------------------ | ------------------------------------ | ----- | ------- | ----- | ------ |
| 1.                 | Spojené státy americké (USA)         | 9     | 7       | 2     | 18     |
| 2.                 | Jamajka (JAM)                        | 4     | 6       | 6     | 15     |
| 3.                 | Austrálie (AUS)                      | 2     | 1       | 3     | 6      |
| 4.                 | Německá demokratická republika (GDR) | 1     | 2       | 2     | 5      |
| 5.                 | Polsko (POL)                         | 1     | 1       | 2     | 4      |
| 6.                 | Západní Německo (FRG)                | 1     | 0       | 1     | 2      |
| 7.                 | Bělorusko (BLR)                      | 1     | 0       | 0     | 1      |
| 8.                 | Nizozemsko (NED)                     | 1     | 0       | 0     | 1      |
| 9.                 | Sovětský svaz (URS)                  | 1     | 0       | 0     | 1      |
| 10.                | Kanada (CAN)                         | 0     | 2       | 1     | 3      |
| 11.                | Velká Británie (GBR)                 | 0     | 2       | 0     | 2      |
| 12.                | Německo (GER)                        | 0     | 1       | 1     | 2      |
| 13.                | Řecko (GRE)                          | 0     | 1       | 0     | 1      |
| 14.                | Jihoafrická republika (RSA)          | 0     | 1       | 0     | 1      |
| 15.                | Kuba (CUB)                           | 0     | 0       | 1     | 1      |
| 16.                | Itálie (ITA)                         | 0     | 0       | 1     | 1      |
| 17.                | Sjednocený tým (EUN)                 | 0     | 0       | 1     | 1      |
| Celkem po LOH 2020 | Celkem po LOH 2020                   | 21    | 24      | 21    | 66     |